# Захват острова Тенедос
Захват острова Тенедос — эпизод Второй Архипелагской экспедиции русского флота во время Русско-турецкой войны 1806—1812 годов. Остров Тенедос (ныне турецкий остров Бозджаада) в Эгейском море, у входа в пролив Дарданеллы, был захвачен 10 марта 1807 года десантом с русской эскадры под командованием адмирала Д. Н. Сенявина. Служил базой русского флота во время блокады Дарданелл.

## Ход операции
В связи с начавшейся войной с Турцией, эскадре адмирала Сенявина, находившейся в Средиземном море для действий против Франции, было отдан приказ выдвигаться в Эгейское море для блокады пролива Дарданеллы и соединения с черноморской эскадрой адмирала Пустошкина. 23 февраля Сенявин подошёл к Тенедосу, где в это время стояла английская эскадра адмирала Дакворта, потерпевшая перед этим поражение от турок в Дарданелльской операции. Англичане отвергли предложение Сенявина атаковать Дарданеллы, опасаясь вторичного поражения. Английская эскадра ушла, и Сенявин остался против турок один. Не располагая силами для немедленной атаки Дарданелл, на военном совете было принято решение в первую очередь взять остров Тенедос, где была удобная стоянка для кораблей и откуда можно было блокировать пролив.
Турки отвергли предложение о сдачи крепости, после чего на берег был высажен десант численностью 760 человек при 6-ти орудиях под командованием самого Сенявина и контр-адмирала Грейга. Укрепления турок вне крепости были взяты штурмом, при этом захвачено 5 знамён. Остатки турок бежавшие к крепости были отрезаны в предместьях и сдались в плен. Для обстрела самой крепости были установлены 2 батареи с 8-ю орудиями, поддержку которым оказывали 2 корабля эскадры. После окончания подготовки, Сенявин вторично предложил туркам капитуляцию, после чего турки сдали крепость не дожидаясь штурма. В крепости было взято 1200 пленных и около 80 орудий.
Успешные действия позволили русскому флоту получить базу всего в 25 верстах от Дарданелл, что позволило полностью прекратить поставки продовольствия по морю в Константинополь. Учитывая угрозу голода в столице, турецкий флот был вынужден выйти из пролива для атаки русской эскадры, но был разбит Сенявиным в Дарданелльском сражении.
Захват острова Тенедос послужил поводом для вспышки ямакского восстания — после битвы при Дарданеллах.